# Misore
Misore (/maɪˈsɔːr/ i my-SOR), uradno Mysuru (kanareščina [ˈmaɪˈsuːɾu] i), je metropolitansko mesto v južni indijski državi Karnataka. Je tretje najbolj naseljeno in tretje največje mesto v državi in je eno najčistejših mest v Indiji. Je sedež dinastije Vadijar in je bil od leta 1399 do 1947 to je skoraj šest stoletij glavno mesto kraljevine Misore. Trenutno je sedež okrožja Misore in divizije Misore. Misore, znan po svojih dediščinskih strukturah in palačah, vključno s slavno palačo Misore, in znan po svoji kulturi, je popularno znan kot 'mesto palač', 'mesto dediščine' in 'kulturna prestolnica Karnatake'. Zaradi neokrnjenega in umirjenega ambienta je znano tudi kot »raj za upokojence«.
Misore leži ob vznožju hribovja Čamundi. Na nadmorski višini 770 m nad srednjo gladino morja in geografsko na 12° 18′ 26″ severne zemljepisne širine in 76° 38′ 59″ vzhodne zemljepisne dolžine. Je približno 140 km jugozahodno od glavnega mesta države, Bangaloreja in se razprostira na območju 156 km² (mesto + sosednja popisna mesta). Prebivalstvo mesta skupaj s sosednjimi mesti v metropolitanskem območju je leta 2023 okoli 12.88.000.
Večino razvoja mesta v sodobnem času bi lahko pripisali maharadžam Misore in dinastiji Vadijar, ki so bili pokrovitelji umetnosti in kulture. Hyder Ali in Tipu, ko sta bila na kratko zaporedno na oblasti, sta prav tako pomembno prispevala h gospodarski rasti mesta in kraljestva s sajenjem murv in svile v regiji ter bojevanjem štirih vojn proti Britancem. Danes je Mysore City Corporation odgovorna za civilno upravo mesta.
Med festivali Dasara Mysore sprejme na stotisoče turistov z vsega sveta. Mesto je tudi soimenjak različnih umetniških oblik in kulture, kot sta Mysore Dasara in Mysore slikarstvo; restavracije, kot je sladka poslastica Mysore Pak, zajtrki, kot sta Mysore Dosa in Mysore Masala Dosa; blagovne znamke, kot so Mysore Sandal Soap, ysore Paints; ter slogov in kozmetike, kot so Mysore Peta, tradicionalni svileni turban in svileni sariji Mysore. Mysore je znan tudi po betelovih listih in svoji posebni sorti cvetov jasmina, ki jih radi imenujejo Mysore Mallige. Turizem je poleg tradicionalnih panog za mesto rešilna panoga. Javni prevoz znotraj mesta Misore vključuje avtobus, medkrajevni javni prevoz pa vključuje železnico, avtobus in zrak.

## Etimologija
Ime Mysore je anglizirana oblika Mahiṣūru, kar v ljudski kanareščini pomeni 'bivališče Mahiṣa'. Občni samostalnik Mahiṣa v sanskrtu pomeni 'bivol'; v tem kontekstu pa se Mahiṣa nanaša na Mahišasuro, mitskega demona, ki je lahko prevzel obliko človeka ali bivola in ki je po hindujski mitologiji vladal starodavnim delom kraljestva Misore, znanega v sanskrtu kot Mahiṣaka, s središčem v Mahiṣapuri. Ubila ga je boginja Čamundešvari, katere tempelj sje na vrhu hribovja Čamundi, po katerem je tudi poimenovan. Mahišapura je kasneje postal Mahisūru (ime, ki ga še zdaj uporablja kraljeva družina) in končno so ga Britanci prevedli kot Mysore in Maisūru (Mysuru) v ljudskem kanareškem jeziku.
Decembra 2005 je vlada Karnatake objavila svojo namero, da spremeni angleško ime mesta v Mysuru. Indijska vlada je to odobrila oktobra 2014 in Misore je bil skupaj z dvanajstimi drugimi mesti uradno preimenovan 1. novembra 2014.

## Zgodovina
Mesto, kjer zdaj stoji palača Misore, je v začetku 16. stoletja zasedla vas z imenom Puragere. Utrdbo Mahishūru je leta 1524 zgradil Čamaradža Vodejar III. (1513–1553),  ki je prepustil oblast Puragere svojemu sinu Čamaradži Vodejarju IV. (1572–1576). Od 16. stoletja se ime Mayashūru običajno uporablja za označevanje mesta.:31 Kraljevina Misore, ki jo je vodila družina Vodejar, je sprva služila kot vazalna država imperija Vidžajanagara. Z zatonom tega imperija po bitki pri Talikoti leta 1565 je kraljevina Misore postopoma dosegla neodvisnost in do časa kralja Narasaraje Vodejarja (1637) je postala suverena država.:228 Seringapatam, blizu Misoreja, današnja Šrirangapatna je bila prestolnica kraljestva od leta 1610. V 17. stoletju se je njegovo ozemlje stalno širilo in pod Narasaradžo Vodejarjem I. in Čiko Devaradžo Vodejarjem je kraljestvo priključilo velika območja tega, kar je zdaj južna Karnataka in deli Tamil Naduja, da bi postal močna država na Dekanskem polotoku.
Kraljestvo je doseglo vrhunec svoje vojaške moči in prevlade v drugi polovici 18. stoletja pod de facto vladarjema Hyder Alijem in njegovim sinom Tipu Sultanom. Slednji je porušil dele Misoreja, da bi odstranil zapuščino dinastije Vodejar.  V tem času je kraljestvo Misore prišlo v konflikt z Marati, Britanci in Nizami iz Hiderabada, kar je vodilo do štirih anglo-misorskih vojni, od katerih sta uspehu v prvih dveh sledila poraza v tretji in četrti. Po smrti Tipu Sultana v četrti anglo-misorski vojni leta 1799 je bilo glavno mesto kraljestva prestavljeno nazaj v Misore iz Seringapatama in Britanci so kraljestvo razdelili svojim zaveznikom v četrti anglo-misorski vojni. Del kraljestva je bil priključen k predsedstvu Madras, drugi k Nizamu Hiderabada. Notranjost poraženega kraljestva Misore je bila spremenjena v knežjo državo pod vrhovno oblastjo britanske krone s petletnim Vodejarjem Krišnaradžo III. kot naslovnim vladarjem in s Purnaiahom, ki je služil pod Tipujem, kot glavni minister ali Divan in podpolkovnik Barry Close kot rezident. Britanci so prevzeli nadzor nad zunanjo politiko Misoreja in vztrajali pri letnem davku za vzdrževanje stalne britanske vojske v Misoreju. Purnaiah je zaslužen za izboljšanje javnih del v Misoreju. Leta 1831 so Britanci zaradi nepravilnosti prevzeli neposreden nadzor nad knežjo državo. Naslednjih petdeset let je bilo kraljestvo Misore pod neposredno oblastjo britanskih komisarjev, leta 1831 pa je mesto Misore izgubilo status upravnega središča, ko je britanski komisar prestolnico preselil v Bangalore.
V letih 1876–77, proti koncu obdobja neposredne britanske vladavine, je Misore trpel zaradi velike lakote 1876–1878, v kateri je umrla skoraj petina prebivalstva. Leta 1881 je maharadža Čamaradža Vadijar X. dobil nadzor nad Misorejem, v procesu, imenovanem izročitev, vendar z rezidenčnim britanskim častnikom in divanom, ki je skrbel za maharadžovo administracijo in mesto Misore je ponovno pridobilo status glavnega mesta. Občina Misore je bila ustanovljena leta 1888 in mesto je bilo razdeljeno na osem okrajev. Leta 1897 je izbruh bubonske kuge pobil skoraj polovico prebivalstva mesta. Z ustanovitvijo City Improvement Trust Board (CITB) leta 1903 je Misore postal eno prvih mest v Aziji, ki se je lotilo načrtovanega urbanističnega razvoja. Med gibanjem Quit India in drugimi fazami indijskega gibanja za neodvisnost so tam potekale javne demonstracije in srečanja.
Do osamosvojitve britanske Indije (ki ni vključevala Misoreja) leta 1947 je Misore ostal knežja država znotraj britanskega indijskega imperija, pri čemer so Vodejari nadaljevali svojo vladavino. Po indijski neodvisnosti je mesto Misore ostalo del zvezne države Misore, zdaj znane kot Karnataka. Džajačamaradžendra Vodejar, takratni kralj Misoreja, je smel obdržati svoje naslove in bil imenovan za Radžapramukha (imenovanega guvernerja) države s plačilom 20.000 GBP. Umrl je septembra 1974 in bil kremiran v Misoreju.
Z leti je Misore postal znan kot turistično središče; mesto je ostalo večinoma mirno, razen občasnih nemirov, povezanih s sporom o vodi reke Kaveri. Med dogodki, ki so se zgodili v Misoreju in so prišli na nacionalne naslovnice, sta bila požar v televizijskem studiu, ki je leta 1989 terjal 62 življenj in nenadna smrt številnih živali v živalskem vrtu Misore.

## Geografija
Misore leži na 12°18′N 74°39′E / 12.30°N 74.65°E in ima povprečno nadmorsko višino 770 metrov. Razprostira se na območju 286,05 km²:4 ob vznožju hribovja Čamundi v južni regiji Karnataka. Misore je najjužnejše mesto Karnatake in je sosednje mesto zveznih držav Kerala in Tamil Nadu na jugu, ki ga obkrožajo zvezna mesta Madikeri, Čamaradžanagara in Mandja. Ljudje v Misoreju in okolici v veliki meri uporabljajo kanareščino kot jezikovni medij. Misore ima več jezer, kot so jezera Kukarahali, Karandži in Lingambudhi in jezero Karandži. Leta 2001 je bila skupna raba zemljišča v mestu Misore 39,9 % za stanovanja, 16,1 % za ceste, 13,74 % za parke in odprte površine, 13,48 % za industrijo, 8,96 % za javno lastnino, 3,02 % za komercialne namene, 2,27 % za kmetijstvo in 2,02 % za vodo. Mesto je med dvema rekama: reko Kaveri, ki teče skozi severno mesto, in reko Kabini, pritok reke Kaveri, ki leži na jugu.
Mestno upravo mesta upravlja Mysore City Corporation, ki je bila leta 1888 ustanovljena kot občina in leta 1977 spremenjena v korporacijo. Korporacijo, ki nadzira inženirska dela, zdravje, sanitarije, oskrbo z vodo, upravo in obdavčenje, vodi župan, ki mu pomagajo komisarji in člani sveta.  Mesto je razdeljeno na 65 oddelkov.
Pitno vodo za Misore pridobivajo iz rek Kaveri in Kabini. Mesto je dobilo svojo prvo cevno oskrbo z vodo, ko je bil leta 1896 naročen projekt Belagola. Od leta 2011 dobi mesto 193.000 kubičnih metrov vode na dan. Včasih se sooča z vodnimi krizami, predvsem v poletnih mesecih (marec–junij) in v letih z nizko količino padavin.

### Podnebje
Mysore ima tropsko savansko podnebje Aw), ki meji na vroče polsušno podnebje (BSh) po Köppnovi podnebni klasifikaciji. Glavni letni časi so poletje od marca do maja, monsunsko obdobje od junija do oktobra in zima od novembra do februarja. Najvišja zabeležena temperatura v Misoreju je bila 39,4 °C 4. aprila 1917, najnižja pa 7,7 °C 16. januarja 2012. Povprečna letna količina padavin v mestu je 798,6 mm.

## Kultura
Misore, ki se imenuje kulturna prestolnica Karnatake, je znan po praznovanjih, ki potekajo v obdobju Dasare; državni festival Karnataka. Praznovanja Dasara, ki se praznujejo v desetdnevnem obdobju, je prvi uvedel kralj Radža Vodejar I. leta 1610. Deveti dan Dasare, imenovan Mahanavami, častijo kraljevi meč in ga nosijo v procesiji okrašeni sloni, kamele in konji. Deseti dan, imenovan Vidžajadašami, poteka tradicionalna procesija Dasara (lokalno znana kot Džumbo Savari) po ulicah Misoreja, ki običajno pade v mesecu septembru ali oktobru. Malik boginje Čamundešvari je postavljen na zlati mandapi na hrbtu okrašenega slona in ga peljejo v procesiji, ki jo spremljajo plesne in glasbene skupine, okrašeni sloni, konji in kamele. Procesija se začne od palače Misore in doseže vrhunec na kraju, imenovanem Bannimantapa, kjer častijo drevo banni (Prosopis spicigera). Praznovanja Dasara dosežejo vrhunec v noči Vidžajadašami s parado z baklami, lokalno znano kot Pandžina Kavajathu.
Misore imenujejo 'mesto palač' zaradi številnih okrašenih primerkov v mestu. Med najbolj opaznimi so Amba Vilas, popularno znana kot palača Misore; palača Džaganmohana, ki služi tudi kot umetniška galerija; Radžendra Vilas, znana tudi kot poletna palača; Lalitha Mahal, ki je preurejen v hotel; in Džajalakšmi Vilas. Palača Misore je pogorela leta 1897, sedanja stavba je bila zgrajena na istem mestu. Palača Amba Vilas na zunaj kaže indo-saracenski slog arhitekture, v notranjosti pa izrazit slog Hojsala. Čeprav vlada Karnatake vzdržuje palačo Misore, je bil majhen del dodeljen nekdanji kraljevi družina za življenje. Dvorec Džajalakšmi Vilas je zgradil Sri Čamaradža Vodejar za svojo hčer Džajalakšamani. Zdaj je muzej, posvečen ljudski kulturi in artefaktom kraljeve družine.
Slikarski slog Misore je veja slikarske šole Vidžajanagar in kralju Radži Vodejarju (1578–1617 n. št.) pripisujejo, da je bil njegov pokrovitelj. Posebnost teh slik je tehnika gesso, na katero je nanešena zlata folija. Misore je znan po intarzijah iz palisandra (Dalbergia sissoo); leta 2002 se je s to umetnostjo ukvarjalo okoli 4000 obrtnikov. Mesto je dobilo ime po Misore svilenem sariju, ženskem oblačilu iz čiste svile in zlatega zarija (niti). Misore Peta, tradicionalni avtohtoni turban, ki so ga nosili nekdanji vladarji, moški nosijo na nekaterih tradicionalnih obredih. Pomembna lokalna sladica, ki sledi svoji zgodovini kuhinji v palači je Misore pak.

## Turizem
Misore je glavna turistična destinacija sama po sebi in služi kot osnova za druge turistične atrakcije v bližini. Mesto sprejme veliko turistov med desetdnevnim festivalom Dasara. Eden najbolj obiskanih spomenikov v Indiji, palača Amba Vilas ali palača Misore, je središče praznovanj Dasara. Palača Džaganmohana, Muzej peščenih skulptur, Džajalakšmi Vilas in Lalitha Mahal so druge palače v mestu. Tempelj Čamundešvari na vrhu hribovja Čamundi in cerkev sv. Filomene ter Wesleyjeva katedrala so pomembni verski kraji.
Živalski vrt Misore, ustanovljen leta 1892,  Karandži, Kukarahali in jezero Blue Lagoon so priljubljene rekreacijske destinacije. Modra laguna je jezero z mini otokom za vodnim jezom KRS, s katerega je očarljivo opazovati sončni zahod in vzhod. Misore ima Regionalni muzej naravne zgodovine, Muzej ljudskega izročila, Železniški muzej in Orientalski raziskovalni inštitut. Mesto je središče zdravstvenega turizma, povezanega z jogo, ki privablja domače in tuje obiskovalce, zlasti tiste, ki so se leta prihajali učiti pri pokojnem guruju Aštanga vinjasa joge K. Pattabhi Joisu.